# Campionati mondiali di slittino 2016
I Campionati mondiali di slittino 2016, quarantaseiesima edizione della manifestazione organizzata dalla Federazione Internazionale Slittino, si sono tenuti tra il 29 e il 31 gennaio 2016 a Schönau am Königssee, in Germania, sulla Kunsteisbahn am Königssee, la pista refrigerata artificialmente più antica del mondo, la quale ha ospitato la manifestazione per la sesta volta nella sua storia dopo le edizioni tenutesi nel 1969, nel 1970, nel 1974, nel 1979 e nel 1999; si sono disputate gare in sette differenti specialità: nel singolo uomini, nel singolo donne, nel doppio, nella prova a squadre e nello sprint, disciplina già facente parte del circuito di Coppa del Mondo da alcune stagioni ma che è stata introdotta per la prima volta nelle rassegne iridate proprio a partire da questo appuntamento, essa comprende una gara dedicata agli uomini, una alle donne e una ai doppi.
Vincitrice del medagliere è stata la nazionale tedesca, capace di conquistare sei titoli su sette disponibili e dodici medaglie sulle ventuno assegnate in totale: quelle d'oro sono state vinte da Felix Loch nell'individuale maschile e nello sprint singolo, da Natalie Geisenberger nell'indivisuale femminile, nel doppio e nel doppio sprint da Tobias Wendl e Tobias Arlt, e dalla squadra composta dagli stessi Geisenberger, Loch, Wendl e Arlt nella prova a squadre. La gara nello sprint singolo femminile ha visto la vittoria della rappresentante della squadra svizzera Martina Kocher.
Oltre ai tedeschi Felix Loch, Tobias Wendl e Tobias Arlt, vincitori di tre medaglie d'oro, e a Natalie Geisenberger, due ori e un argento, gli altri atleti che sono riusciti a salire per due volte sul podio in questa rassegna iridata sono stati il connazionale Ralf Palik, la svizzera Martina Kocher e gli italiani Christian Oberstolz e Patrick Gruber.
Anche in questa edizione, come ormai da prassi iniziata nella rassegna di Cesana Torinese 2011, sono stati assegnati i titoli mondiali under 23 premiando gli atleti meglio piazzati nelle tre gare iridate del singolo uomini, del singolo donne e del doppio che non avevano ancora compiuto il ventitreesimo anno di età.

## Risultati

### Singolo uomini
La gara è stata disputata il 31 gennaio 2016 nell'arco di due manches con partenza della prima alle ore 10:19 UTC+1 e hanno preso parte alla competizione 42 atleti in rappresentanza di 18 differenti nazioni; campione uscente era il russo Semën Pavličenko, che ha concluso la prova all'ottavo posto, e il titolo è stato conquistato dal tedesco Felix Loch, al suo quinto alloro iridato nella specialità (cui si aggiunge quello conseguito due giorni prima nella gara sprint), al secondo posto si è piazzato il connazionale Ralf Palik, alla sua prima medaglia mondiale, mentre terzo è giunto l'austriaco Wolfgang Kindl il quale ha confermato il bronzo ottenuto l'anno precedente a Sigulda.
La speciale classifica riservata agli under 23 ha visto primeggiare lo statunitense Tucker West sugli austriaci David Gleirscher e Armin Frauscher, rispettivamente secondo e terzo.
| Pos. | Atleti                | Nazione     | Tempo    | Distacco |
| ---- | --------------------- | ----------- | -------- | -------- |
|      | Felix Loch            | Germania    | 1'38"864 |          |
|      | Ralf Palik            | Germania    | 1'39"287 | +0"423   |
|      | Wolfgang Kindl        | Austria     | 1'39"553 | +0"689   |
| 4    | Christopher Mazdzer   | Stati Uniti | 1'39"733 | +0"869   |
| 5    | Andi Langenhan        | Germania    | 1'39"869 | +1"005   |
| 6    | Tucker West           | Stati Uniti | 1'40"181 | +1"317   |
| 7    | David Gleirscher      | Austria     | 1'40"224 | +1"360   |
| 8    | Semën Pavličenko      | Russia      | 1'40"229 | +1"365   |
| 9    | Armin Frauscher       | Austria     | 1'40"268 | +1"404   |
| 10   | Riks Kristens Rozītis | Lettonia    | 1'40"282 | +1"418   |

### Singolo donne
La gara è stata disputata il 30 gennaio 2016 nell'arco di due manches con partenza della prima alle ore 15:23 UTC+1 e hanno preso parte alla competizione 40 atlete in rappresentanza di 16 differenti nazioni; campionessa uscente era la tedesca Natalie Geisenberger, che è riuscita a vincere il terzo titolo consecutivo dopo quelli di Sigulda 2015 e Whistler 2013, davanti all'elvetica Martina Kocher, vincitrice della gara sprint svoltasi il giorno precedente e che mai aveva superato il quinto posto in gare di Coppa del Mondo, e alla russa Tat'jana Ivanova, la quale era stata seconda nel 2015 e anche ad Altenberg 2012. La Ivanova sopravanza la quarta classificata (la pluricampionessa mondiale e olimpica Tatjana Hüfner) per appena un millesimo di secondo.
La speciale classifica riservata agli under 23 ha visto primeggiare la tedesca Julia Taubitz sulla statunitense Summer Britcher e la russa Viktorija Demčenko, figlia dell'ex campione Al'bert.
| Pos. | Atleti               | Nazione     | Tempo    | Distacco |
| ---- | -------------------- | ----------- | -------- | -------- |
|      | Natalie Geisenberger | Germania    | 1'40"799 |          |
|      | Martina Kocher       | Svizzera    | 1'41"038 | +0"239   |
|      | Tat'jana Ivanova     | Russia      | 1'41"055 | +0"256   |
| 4    | Tatjana Hüfner       | Germania    | 1'41"056 | +0"257   |
| 5    | Elīza Cauce          | Lettonia    | 1'41"154 | +0"355   |
| 6    | Julia Taubitz        | Germania    | 1'41"555 | +0"756   |
| 7    | Summer Britcher      | Stati Uniti | 1'41"561 | +0"762   |
| 8    | Erin Hamlin          | Stati Uniti | 1'41"570 | +0"771   |
| 9    | Alex Gough           | Canada      | 1'41"576 | +0"777   |
| 10   | Viktorija Demčenko   | Russia      | 1'41"608 | +0"809   |

### Doppio
La gara è stata disputata il 30 gennaio 2016 nell'arco di due manches con partenza della prima alle ore 12:48 UTC+1 e hanno preso parte alla competizione 54 atleti in rappresentanza di 14 differenti nazioni; campioni uscenti erano i tedeschi Tobias Wendl e Tobias Arlt, che sono riusciti a vincere il terzo titolo consecutivo dopo quelli di Sigulda 2015 e Whistler 2013, davanti ai connazionali Toni Eggert e Sascha Benecken, già medaglie d'argento nel 2013 e ad Altenberg 2012, e agli italiani Christian Oberstolz e Patrick Gruber, argento a Cesana Torinese 2011, i quali hanno confermato il bronzo vinto a Sigulda 2015 e quello della gara sprint che si è disputata il giorno precedente.
I vincitori Wendl/Arlt hanno anche abbattuto il record della pista nella prima discesa, portando il limite del doppio a 49"311.
La speciale classifica riservata agli under 23 ha visto primeggiare i polacchi Wojciech Chmielewski e Jakub Kowalewski sugli italiani Florian Gruber e Simon Kainzwaldner e i coreani Park Jin-yong e Cho Jung-myung. Con l'eccezione dei vincitori, fu lo stesso podio under 23 dell'edizione precedente.
| Pos. | Atleti                             | Nazione     | Tempo    | Distacco |
| ---- | ---------------------------------- | ----------- | -------- | -------- |
|      | Tobias Wendl Tobias Arlt           | Germania    | 1'38"975 |          |
|      | Toni Eggert Sascha Benecken        | Germania    | 1'39"586 | +0"611   |
|      | Christian Oberstolz Patrick Gruber | Italia      | 1'40"728 | +1"753   |
| 4    | Robin Geueke David Gamm            | Germania    | 1'40"772 | +1"797   |
| 5    | Andris Šics Juris Šics             | Lettonia    | 1'40"778 | +1"907   |
| 6    | Andrej Bogdanov Andrej Medvedev    | Russia      | 1'40"882 | +1"803   |
| 7    | Ludwig Rieder Patrick Rastner      | Italia      | 1'41"054 | +2"079   |
| 8    | Tristan Walker Justin Snith        | Canada      | 1'41"155 | +2"180   |
| 9    | Matthew Mortensen Jayson Terdiman  | Stati Uniti | 1'41"180 | +2"205   |
| 10   | Oskars Gudramovičs Pēteris Kalniņš | Lettonia    | 1'41"823 | +2"848   |

### Gara a squadre
La gara è stata disputata il 31 gennaio 2016 con partenza alle ore 14:03 UTC+1 e ogni squadra nazionale ha preso parte alla competizione con una sola formazione; nello specifico la prova ha visto la partenza di una "staffetta" composta da un singolarista uomo e uno donna, nonché da un doppio per ognuna delle 13 formazioni in gara, che sono scese lungo il tracciato consecutivamente senza interruzione dei tempi tra un atleta e l'altro; il tempo totale così ottenuto ha laureato campione la nazionale tedesca di Felix Loch, Natalie Geisenberger, Tobias Wendl e Tobias Arlt davanti alla squadra lettone formata da Elīza Cauce, Inārs Kivlenieks, Andris Šics e Juris Šics e a quella canadese composta da Mitchel Malyk, Alex Gough, Tristan Walker e Justin Snith.
| Pos. | Squadra       | Atleti                                                                     | Tempo    | Distacco |
| ---- | ------------- | -------------------------------------------------------------------------- | -------- | -------- |
|      | Germania      | Felix Loch Natalie Geisenberger Tobias Wendl / Tobias Arlt                 | 2'44"062 |          |
|      | Lettonia      | Inārs Kivlenieks Elīza Cauce Andris Šics / Juris Šics                      | 2'45"614 | +1"552   |
|      | Canada        | Mitchel Malyk Alex Gough Tristan Walker / Justin Snith                     | 2'45"907 | +1"845   |
| 4    | Russia        | Semën Pavličenko Tat'jana Ivanova Andrej Bogdanov / Andrej Medvedev        | 2'46"105 | +2"043   |
| 5    | Stati Uniti   | Christopher Mazdzer Erin Hamlin Matthew Mortensen / Jayson Terdiman        | 2'46"145 | +2"083   |
| 6    | Austria       | Wolfgang Kindl Birgit Platzer Peter Penz / Georg Fischler                  | 2'46"167 | +2"105   |
| 7    | Italia        | Dominik Fischnaller Sandra Robatscher Christian Oberstolz / Patrick Gruber | 2'47"077 | +3"015   |
| 8    | Polonia       | Maciej Kurowski Ewa Kuls Wojciech Chmielewski / Jakub Kowalewski           | 2'48"920 | +4"858   |
| 9    | Romania       | Valentin Crețu Raluca Strămăturaru Cosmin Atodiresei / Ștefan Musei        | 2'49"575 | +5"516   |
| 10   | Corea del Sud | Kim Dong-hyeon Sung Eun-ryung Park Jin-yong / Cho Jung-myung               | 2'50"543 | +6"481   |

### Sprint singolo uomini
La gara è stata disputata il 29 gennaio 2016 in un'unica manche con inizio alle ore 16:02 UTC+1 e hanno preso parte alla competizione 15 atleti in rappresentanza di 6 differenti nazioni.
Il diritto a partecipare è stato conseguito dopo la disputa di una manche di qualificazione svoltasi la mattina stessa alle ore 11:15 UTC+1 e il cui risultato ha poi determinato anche l'ordine di partenza degli slittinisti per la gara che assegnava titolo e medaglie.
| Pos. | Atleti              | Nazione     | Tempo  | Distacco |
| ---- | ------------------- | ----------- | ------ | -------- |
|      | Felix Loch          | Germania    | 38"574 |          |
|      | Andi Langenhan      | Germania    | 38"794 | +0"220   |
|      | Ralf Palik          | Germania    | 38"808 | +0"234   |
| 4    | Christopher Mazdzer | Stati Uniti | 38"876 | +0"302   |
| 5    | Wolfgang Kindl      | Austria     | 38"902 | +0"328   |
| 6    | Johannes Ludwig     | Germania    | 38"934 | +0"360   |
| 7    | Armin Frauscher     | Austria     | 38"940 | +0"366   |
| 8    | Mitchel Malyk       | Canada      | 39"026 | +0"452   |
| 9    | David Gleirscher    | Austria     | 39"077 | +0"503   |
| 10   | Stepan Fëdorov      | Russia      | 39"101 | +0"527   |

### Sprint singolo donne
La gara è stata disputata il 29 gennaio 2016 in un'unica manche con inizio alle ore 15:17 UTC+1 e hanno preso parte alla competizione 15 atlete in rappresentanza di 8 differenti nazioni.
Il diritto a partecipare è stato conseguito dopo la disputa di una manche di qualificazione svoltasi la mattina stessa alle ore 10:07 UTC+1 e il cui risultato ha poi determinato anche l'ordine di partenza degli slittinisti per la gara che assegnava titolo e medaglie.
| Pos. | Atlete               | Nazione     | Tempo  | Distacco |
| ---- | -------------------- | ----------- | ------ | -------- |
|      | Martina Kocher       | Svizzera    | 39"451 |          |
|      | Natalie Geisenberger | Germania    | 39"486 | +0"035   |
|      | Dajana Eitberger     | Germania    | 39"537 | +0"086   |
| 4    | Summer Britcher      | Stati Uniti | 39"594 | +0"143   |
| 5    | Tatjana Hüfner       | Germania    | 39"598 | +0"147   |
| 6    | Julia Taubitz        | Germania    | 39"641 | +0"190   |
| 7    | Tat'jana Ivanova     | Russia      | 39"646 | +0"195   |
| 8    | Elīza Cauce          | Lettonia    | 39"698 | +0"247   |
| 9    | Natalia Wojtusciszyn | Polonia     | 39"701 | +0"250   |
| 10   | Alex Gough           | Canada      | 39"727 | +0"276   |

### Sprint doppio
La gara è stata disputata il 29 gennaio 2016 in un'unica manche con inizio alle ore 14:48 UTC+1 e hanno preso parte alla competizione 30 atleti in rappresentanza di 7 differenti nazioni.
Il diritto a partecipare è stato conseguito dopo la disputa di una manche di qualificazione svoltasi la mattina stessa alle ore 9:15 UTC+1 e il cui risultato ha poi determinato anche l'ordine di partenza degli slittinisti per la gara che assegnava titolo e medaglie.
| Pos. | Atleti                               | Nazione     | Tempo  | Distacco |
| ---- | ------------------------------------ | ----------- | ------ | -------- |
|      | Tobias Wendl Tobias Arlt             | Germania    | 39"900 |          |
|      | Peter Penz Georg Fischler            | Austria     | 39"036 | +0"032   |
|      | Christian Oberstolz Patrick Gruber   | Italia      | 39"261 | +0"229   |
| 4    | Andris Šics Juris Šics               | Lettonia    | 39"428 | +0"396   |
| 5    | Matthew Mortensen Jayson Terdiman    | Stati Uniti | 39"452 | +0"420   |
| 6    | Thomas Steu Lorenz Koller            | Austria     | 39"573 | +0"541   |
| 7    | Tristan Walker Justin Snith          | Canada      | 39"593 | +0"561   |
| 8    | Andrej Bogdanov Andrej Medvedev      | Russia      | 39"600 | +0"568   |
| 9    | Robin Geueke David Gamm              | Germania    | 39"653 | +0"621   |
| 10   | Aleksandr Denis'ev Vladislav Antonov | Russia      | 39"669 | +0"637   |

## Medagliere
| Posizione | Nazione  | Oro | Argento | Bronzo | Totale |
| --------- | -------- | --- | ------- | ------ | ------ |
| 1         | Germania | 6   | 4       | 2      | 12     |
| 2         | Svizzera | 1   | 1       | 0      | 2      |
| 3         | Austria  | 0   | 1       | 1      | 2      |
| 4         | Lettonia | 0   | 1       | 0      | 1      |
| 5         | Italia   | 0   | 0       | 2      | 2      |
| 6         | Canada   | 0   | 0       | 1      | 1      |
| 6         | Russia   | 0   | 0       | 1      | 1      |
| Totale    | Totale   | 7   | 7       | 7      | 21     |